# أغصوم
أغصوم (الاسم العلمي Aegosoma)، جنس حشرات من فصيلة القرنبيات ورتبة غمديات الأجنحة. أنواعه المعروفة قليلة العدد، أعطانها البلاد المعتدلة الحرارة من أوروبا إلى الصين.